# كفر السلامية
كفر السلامية إحدى قرى مركز قويسنا التابع لمحافظة المنوفية في جمهورية مصر العربية، ويحدها قرى أشليم وكفر أشليم وشبرا قبالة.

## السكان
بلغ عدد سكان كفر السلامية 713 نسمة، حسب الإحصاء الرسمي لعام 2006.